# Eugen Kapp
Eugen Kapp   (Astracan, 26 de maig de 1908 - Tallinn, 29 d'octubre de 1996) fou un compositor estonià.
Eugen Kapp era fill del compositor i director d'orquestra Artur Kapp (1878-1952). El seu avi va ser el pedagog estonià Joosep Kapp (1833-1894). Eugen va estudiar piano de 1922 a 1926 en el Conservatori de Tallin i, el 1931 es va graduar de composició amb el seu pare el qual era professor d'aquell Conservatori. De 1935 a 1941 Eugen fou professor de teoria musical al Conservatori.
Abans que Estònia fos ocupada pels nazis (1941-1944) Eugen havia fugit vers la Unió Soviètica. Durant la Segona Guerra Mundial va treballar a la URSS per grups d'artistes de la República Socialista Soviètica d'Estònia. El 1944 va tornar a Estònia i va treballar en el Conservatori Estatal de Tallin, a partir de 1947 amb el títol de professor. De 1952 a 1964 va ser rector del Conservatori. De 1944 a 1966 va ser president de la Unió de Compositors de l'RSS d'Estònia (Estònia Eesti NSV Liit Heliloojate).
Al mateix Kapp va fer una carrera dins del Partit Comunista d'Estònia (ERP). De 1951 a 1961, Kapp fou membre d'EKP, 1947-1955 adjunt del Soviet Suprem de l'RSS d'Estònia i 1954-1962 Membre del Soviet Suprem de l'URSS.
El 1971, el municipi de Suure-Jaani va obrir un museu dedicat a la vida i obra de la família de músics Kapp.

## Treball
Eugen Kapp és més conegut per les seves òperes. Va rebre el Premi Stalin el 1946 per la seva primera òpera Tasuleegid, el 1950 per l'òpera Vabaduse laulik i el 1952 pel ballet Kalevipoeg. A més, Kapp va ser guardonat amb el Premi Estatal de l'RSS d'Estònia el 1948, 1950 i 1977. El 1956 va rebre el títol d'Artista del Poble de l'URSS i el 1978 el títol d'Heroi del Treball Socialista.
Les obres de Kapp sovint prenen formes de música folklòrica estoniana. Sovint contenen melodies senzilles, un ritme clar i un estil agradable.

## Obres (selecció)
- Tasuja (poema simfònic, 1931)
- Tasuleegid (òpera, 1945)
- Kalevipoeg (ballet, 1948)
- Vabaduse laulik (òpera, 1950)
- Kullaketrajad (ballet, 1956)
- Talvemuinasjutt (òpera infantil, 1959)
- Tabamatu (òpera, 1961)
- Assol (opereta, 1965)
- Rukkilillesuvi (musical juvenil, 1975)
- Rembrandt (òpera, 1975)
- Ernst Thälmann (oratori, 1977)
- Kristallkingake (conte de fades musical, 1980)
- Enneolematu (òpera infantil, 1983)

A més, Kapp va escriure tres simfonies (1942, 1954, 1964), sis suites orquestrals, vuit cantates, així com un concert per a piano (1969) i un concert per a flauta (1976).

## Conseqüències
Nombrosos compositors estonians coneguts han estudiat amb Eugen Kapp, incloent Eino Tamberg, Hillar Kareva, Olav Ehala, Gennadi Taniel i Heino Lemmik. El 1971, es va obrir un museu dedicat a la família de músics Kapp a Suure-Jaani.